# All the Right Reasons
All the Right Reasons è il quinto album in studio del gruppo musicale canadese Nickelback, pubblicato il 4 ottobre 2005 dalla Roadrunner Records.
Si tratta del primo album con il nuovo batterista Daniel Adair, che ha sostituito Ryan Vikedal nel gennaio 2005.

## Tracce
Testi di Chad Kroeger, musiche dei Nickelback, eccetto dove indicato.
1. Follow You Home – 4:20
2. Fight For All the Wrong Reasons – 3:44
3. Photograph – 4:19
4. Animals – 3:06
5. Savin' Me – 3:39
6. Far Away – 3:58
7. Next Contestant – 3:34
8. Side of a Bullet – 2:59
9. If Everyone Cared – 3:36
10. Someone That You're With – 4:00
11. Rockstar – 4:15

Tracce bonus
1. We Will Rock You – 2:10 (Brian May) – originariamente interpretata dai Queen
2. Someday (Live Acoustic) – 3:44 (Ryan Peake, Chad Kroeger, Mike Kroeger)

## Formazione
Gruppo
- Chad Kroeger – voce, chitarra ritmica
- Ryan Peake – chitarra solista, cori
- Mike Kroeger – basso
- Daniel Adair – batteria

Altri musicisti
- Billy Gibbons – voce e chitarra ritmica (tracce 1 e 11)
- Timmy Dawson – pianoforte (tracce 5 e 9)
- Brian Larson – tastiera (traccia 6)
- Dimebag Darrell – assolo di chitarra (traccia 8)
- Chris Gestrin – organo (traccia 11)

## Successo commerciale
All the Right Reasons ha debuttato in vetta alla Billboard Canadian Albums, portando i Nickelback a raggiungere tale obiettivo per la terza volta consecutiva in carriera. Anche negli Stati Uniti d'America il disco ha debuttato al primo posto della relativa classifica, con una vendita pari a 323 350 copie nella prima settimana. Il disco non è mai sceso al di sotto della posizione 30 della Billboard 200 in 110 settimane, rendendo il gruppo il primo ad avere un album nella top 30 per le prime 100 settimane dalla pubblicazione di Come On Over di Shania Twain nel 1997, che ci rimase per 123 settimane consecutive. Inoltre, cinque singoli estratti hanno raggiunto la top 20 della classifica statunitense dei singoli: Photograph, Savin' Me, Far Away, If Everyone Cared e Rockstar, diventando uno dei pochi album rock a produrre cinque o più singoli nella top 20 statunitense; Photograph, Far Away e Rockstar sono entrati in top 10, facendo dei Nickelback la prima rock band degli anni 2000 a raggiungere tale risultato con tre singoli dello stesso album.
Nel Regno Unito l'album ha debuttato alla posizione 13 della Official Albums Chart, prima di lasciare velocemente la top 75 con nessun singolo in top 20. Mentre stava per diventare il disco con meno vendite della band dall'uscita di Curb nel 1996, ha avuto un'inaspettata ripresa ad inizio 2008, soprattutto grazie al lancio del singolo Rockstar, che è diventato il singolo di maggior successo nel paese. L'album ha quindi migliorato il proprio piazzamento in classifica raggiungendo il secondo posto ed ottenendo un disco di platino.

## Classifiche

### Classifiche settimanali
| Classifica (2005-06)       | Posizione massima |
| -------------------------- | ----------------- |
| Australia                  | 2                 |
| Austria                    | 7                 |
| Belgio (Fiandre)           | 35                |
| Belgio (Vallonia)          | 38                |
| Canada                     | 1                 |
| Danimarca                  | 32                |
| Europa                     | 7                 |
| Finlandia                  | 21                |
| Francia                    | 67                |
| Italia                     | 31                |
| Germania                   | 4                 |
| Nuova Zelanda              | 1                 |
| Paesi Bassi                | 20                |
| Regno Unito                | 2                 |
| Regno Unito (rock & metal) | 1                 |
| Stati Uniti                | 1                 |
| Stati Uniti (rock)         | 1                 |
| Svezia                     | 22                |
| Svizzera                   | 4                 |

### Classifiche di fine decennio
| Classifica (2000–2009) | Posizione |
| ---------------------- | --------- |
| Stati Uniti            | 13        |

### Classifiche di fine secolo
| Classifica (2000-2024) | Posizione |
| ---------------------- | --------- |
| Stati Uniti            | 9         |